# أبنوساوات
الأبنوساوات (الاسم العلمي: Ebenoideae) هي أسرة من النباتات تتبع الفصيلة الأبنوسية من رتبة الشفويات.

## أجناس الأبنوساوات
- الخُرمال
- الأوكليا